# Surcamps
Surcamps est une commune française située dans le département de la Somme, en région Hauts-de-France.

## Géographie

### Localisation
Surcamps est un village picard du Ponthieu.
Limitrophe de Domart-en-Ponthieu, la commune est située à 6 km à l'est d'Ailly-le-Haut-Clocher, 6 km au nord de Flixecourt, 9 km au nord-est de Longpré-les-Corps-Saints, 17 km au sud-est d'Abbeville et à 25 km au nord-ouest d'Amiens à vol d'oiseau.
Le territoire de la commune est limitrophe de ceux de cinq communes.
Les communes limitrophes sont Brucamps, Domart-en-Ponthieu, Gorenflos, Saint-Léger-lès-Domart et Ville-le-Marclet.

### Hydrographie
La commune est située dans le bassin Artois-Picardie. Elle n'est drainée par aucun cours d'eau.

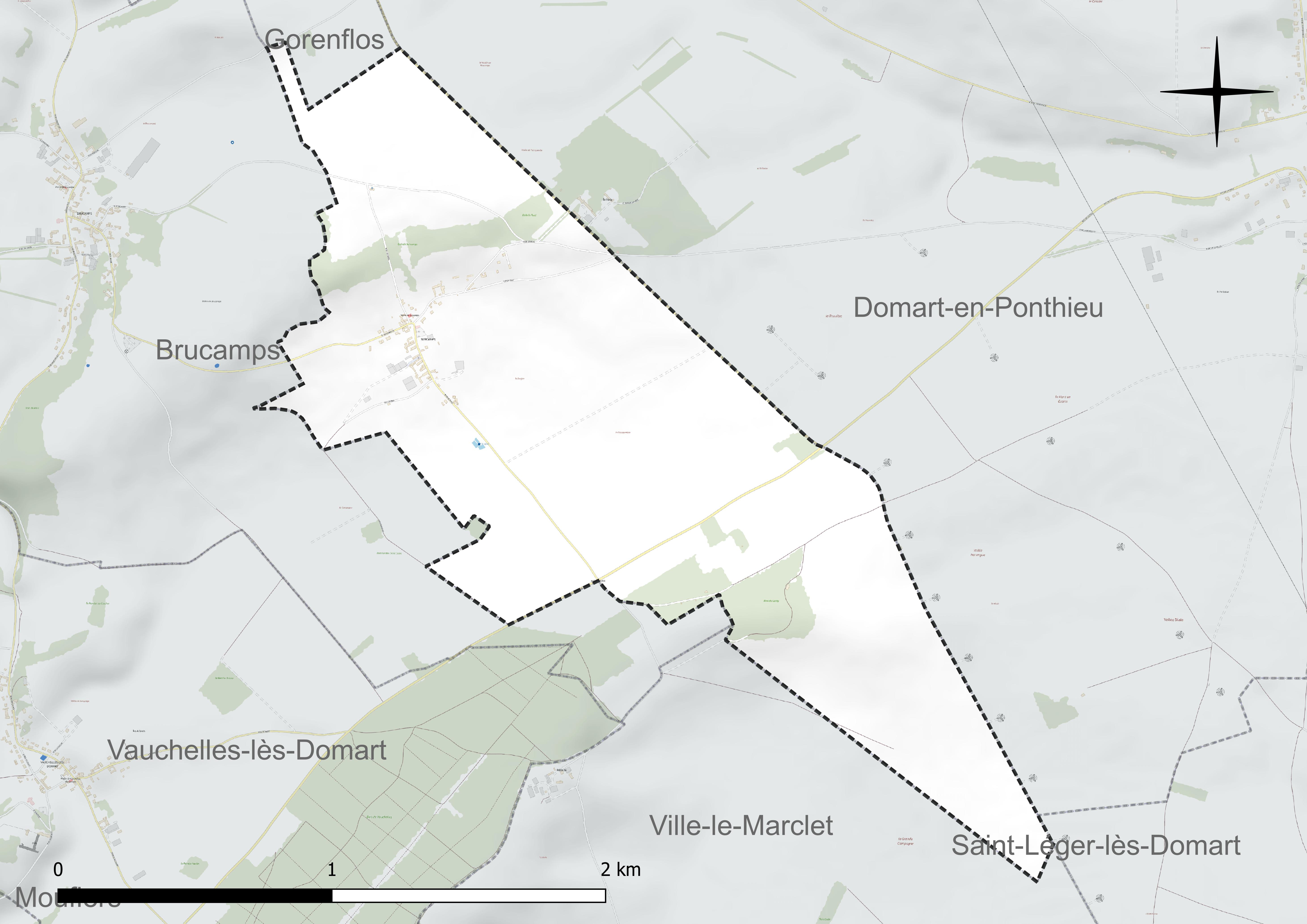
Réseau hydrographique de Surcamps.

### Climat
Pour des articles plus généraux, voir Climat des Hauts-de-France et Climat de la Somme.
En 2010, le climat de la commune est de type climat océanique dégradé des plaines du Centre et du Nord, selon une étude du CNRS s'appuyant sur une série de données couvrant la période 1971-2000. En 2020, Météo-France publie une typologie des climats de la France métropolitaine dans laquelle la commune est exposée à un climat océanique et est dans la région climatique Côtes de la Manche orientale, caractérisée par un faible ensoleillement (1 550 h/an) ; forte humidité de l'air (plus de 20 h/jour avec humidité relative > 80 % en hiver), vents forts fréquents.
Pour la période 1971-2000, la température annuelle moyenne est de 10,4 °C, avec une amplitude thermique annuelle de 13,8 °C. Le cumul annuel moyen de précipitations est de 807 mm, avec 12,2 jours de précipitations en janvier et 8,8 jours en juillet. Pour la période 1991-2020, la température moyenne annuelle observée sur la station météorologique la plus proche, située sur la commune de Bernaville à 9 km à vol d'oiseau, est de 10,4 °C et le cumul annuel moyen de précipitations est de 877,3 mm,. Pour l'avenir, les paramètres climatiques de la commune estimés pour 2050 selon différents scénarios d'émission de gaz à effet de serre sont consultables sur un site dédié publié par Météo-France en novembre 2022.

## Urbanisme

### Typologie
Au 1er janvier 2024, Surcamps est catégorisée commune rurale à habitat dispersé, selon la nouvelle grille communale de densité à sept niveaux définie par l'Insee en 2022.
Elle est située hors unité urbaine. Par ailleurs la commune fait partie de l'aire d'attraction d'Amiens, dont elle est une commune de la couronne,. Cette aire, qui regroupe 369 communes, est catégorisée dans les aires de 200 000 à moins de 700 000 habitants,.

### Occupation des sols
L'occupation des sols de la commune, telle qu'elle ressort de la base de données européenne d'occupation biophysique des sols Corine Land Cover (CLC), est marquée par l'importance des territoires agricoles (91,3 % en 2018), une proportion identique à celle de 1990 (91,3 %). La répartition détaillée en 2018 est la suivante : 
terres arables (77,1 %), prairies (14,2 %), forêts (8,7 %). L'évolution de l'occupation des sols de la commune et de ses infrastructures peut être observée sur les différentes représentations cartographiques du territoire : la carte de Cassini (XVIIIe siècle), la carte d'état-major (1820-1866) et les cartes ou photos aériennes de l'IGN pour la période actuelle (1950 à aujourd'hui).

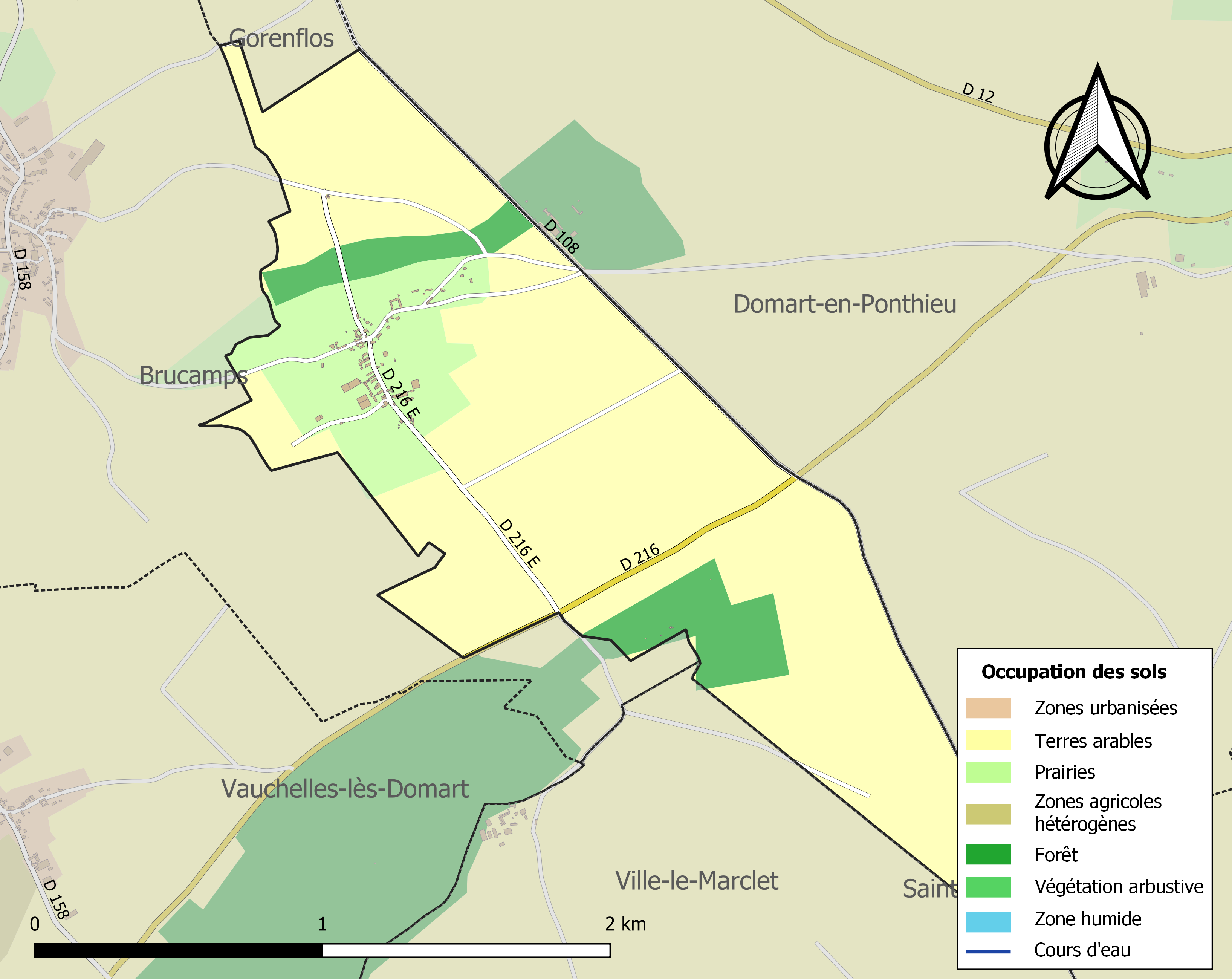
Carte des infrastructures et de l'occupation des sols de la commune en 2018 (CLC).

### Voies de communication et transports
La localité est desservie par la ligne d'autocars no 28 (Saint-Léger - L'Étoile - Flixecourt - Amiens) du réseau inter-urbain Trans'80.

## Toponymie
Dès 844, Hariulfe relève  la forme latinisée de Sacercampus. Sircampus est cité en 1108 dans un cartulaire de Bertaucourt. En 1242, Surcamp est écrit dans une vente au prieuré de Domart.
Le nom du village résulterait d'un camp à partir duquel il se serait construit.

## Histoire
Des armes de pierre et des poteries anciennes ont été trouvées à Brucamps.
Au cours de la Seconde Guerre mondiale, douze bombardements alliés visent le camp de lancement de V1 installé par les Allemands dans le bois du Coroy.

## Politique et administration
| Période                                  | Période                      | Identité             | Étiquette | Qualité            |
| ---------------------------------------- | ---------------------------- | -------------------- | --------- | ------------------ |
| Les données manquantes sont à compléter. |                              |                      |           |                    |
| 1989                                     | mai 2020                     | Lucien Carle         |           | Décédé en fonction |
| 2020                                     | En cours (au 8 octobre 2020) | M. Dominique Boullet |           |                    |

## Population et société

### Démographie
L'évolution du nombre d'habitants est connue à travers les recensements de la population effectués dans la commune depuis 1793. Pour les communes de moins de 10 000 habitants, une enquête de recensement portant sur toute la population est réalisée tous les cinq ans, les populations de référence des années intermédiaires étant quant à elles estimées par interpolation ou extrapolation. Pour la commune, le premier recensement exhaustif entrant dans le cadre du nouveau dispositif a été réalisé en 2006.

En 2022, la commune comptait 77 habitants, en évolution de +18,46 % par rapport à 2016 (Somme : −1,26 %, France hors Mayotte : +2,11 %).
| 1793 | 1800 | 1806 | 1821 | 1831 | 1836 | 1841 | 1846 | 1851 |
| ---- | ---- | ---- | ---- | ---- | ---- | ---- | ---- | ---- |
| 88   | 74   | 138  | 141  | 139  | 157  | 169  | 187  | 200  |

| 1856 | 1861 | 1866 | 1872 | 1876 | 1881 | 1886 | 1891 | 1896 |
| ---- | ---- | ---- | ---- | ---- | ---- | ---- | ---- | ---- |
| 201  | 216  | 218  | 197  | 192  | 147  | 144  | 147  | 134  |

| 1901 | 1906 | 1911 | 1921 | 1926 | 1931 | 1936 | 1946 | 1954 |
| ---- | ---- | ---- | ---- | ---- | ---- | ---- | ---- | ---- |
| 113  | 110  | 105  | 87   | 80   | 87   | 89   | 75   | 75   |

| 1962 | 1968 | 1975 | 1982 | 1990 | 1999 | 2006 | 2011 | 2016 |
| ---- | ---- | ---- | ---- | ---- | ---- | ---- | ---- | ---- |
| 74   | 67   | 82   | 73   | 64   | 56   | 69   | 73   | 65   |

| 2021 | 2022 | - | - | - | - | - | - | - |
| ---- | ---- | - | - | - | - | - | - | - |
| 73   | 77   | - | - | - | - | - | - | - |

### Enseignement
En 1897, le village dispose de son école.

## Culture locale et patrimoine

### Lieux et monuments
- Église de la Nativité-de-la-Sainte-Vierge (XIXe siècle), comprenant une Vierge à l'Oiseau et une sainte Catherine du XVe siècle.
- Présence de cercles et enclos antiques.
- Au bois du Coroy (propriété privée) se trouvent les restes d'un site de lancement des V1 allemands, construit dès l'été 1943 par des prisonniers français. Malgré douze bombardements alliés (du 5 décembre 1943 au 23 avril 1944), il demeure remarquablement bien conservé[20].

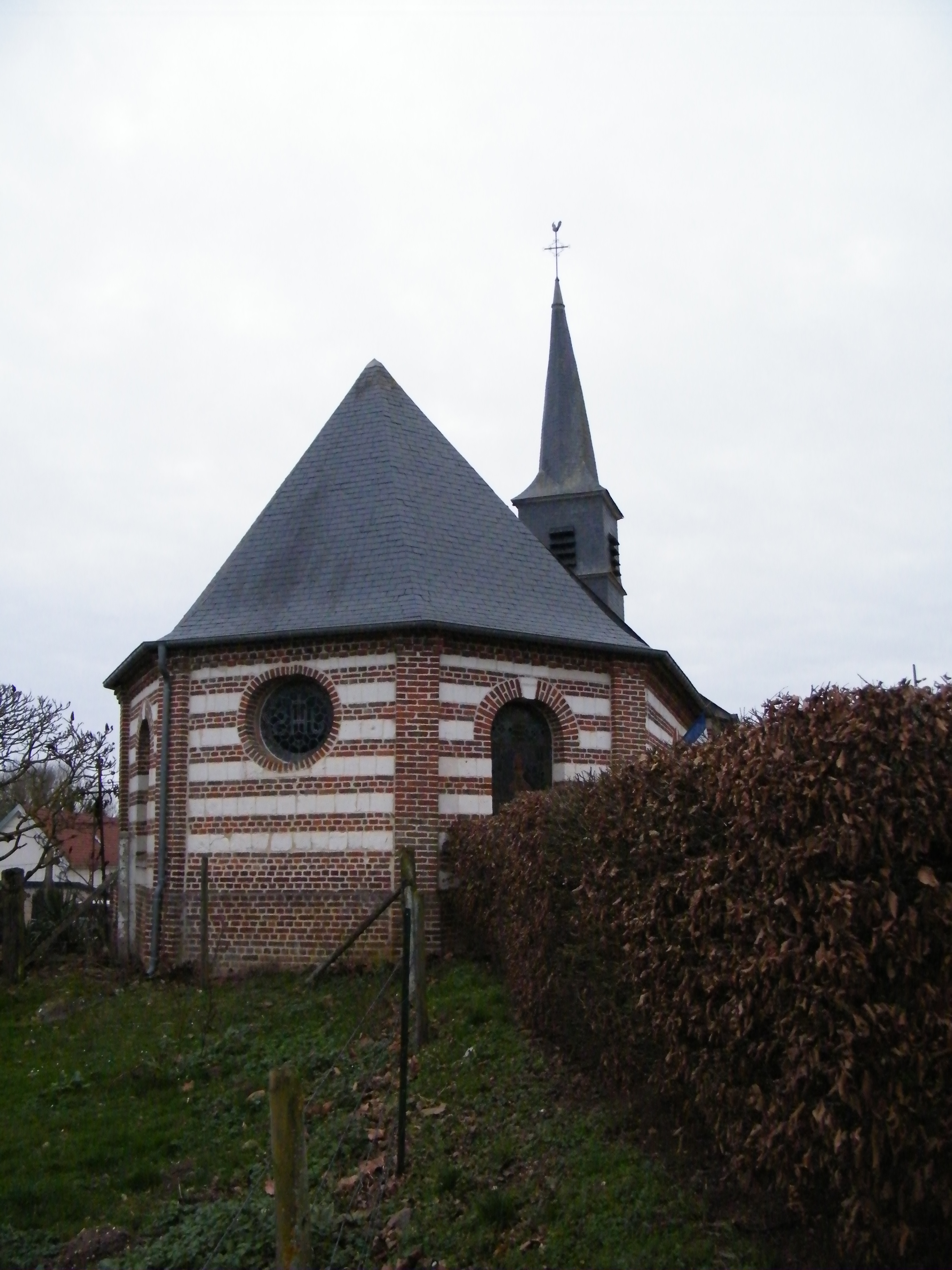
Le chevet de l'église.
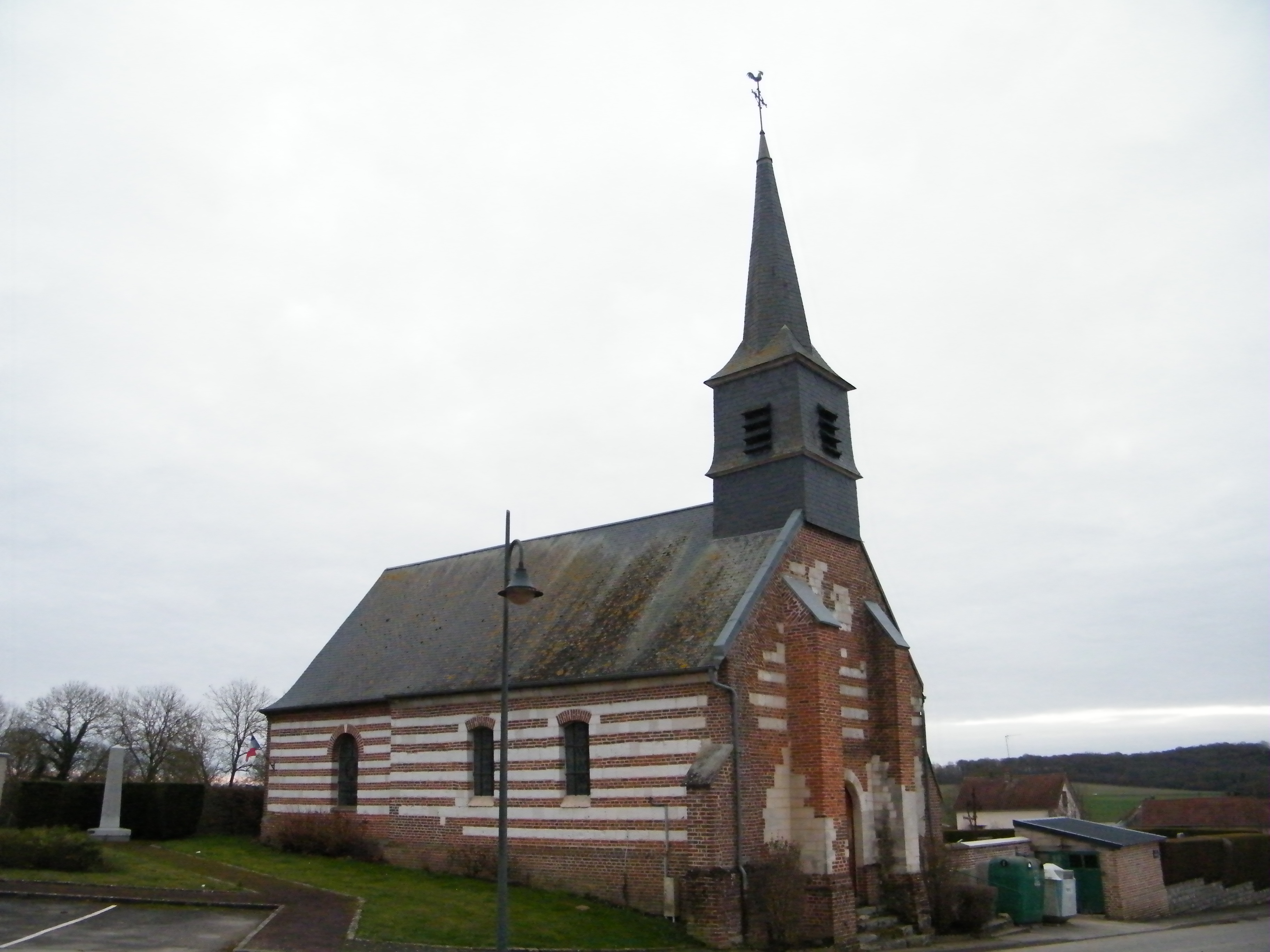
L'église.
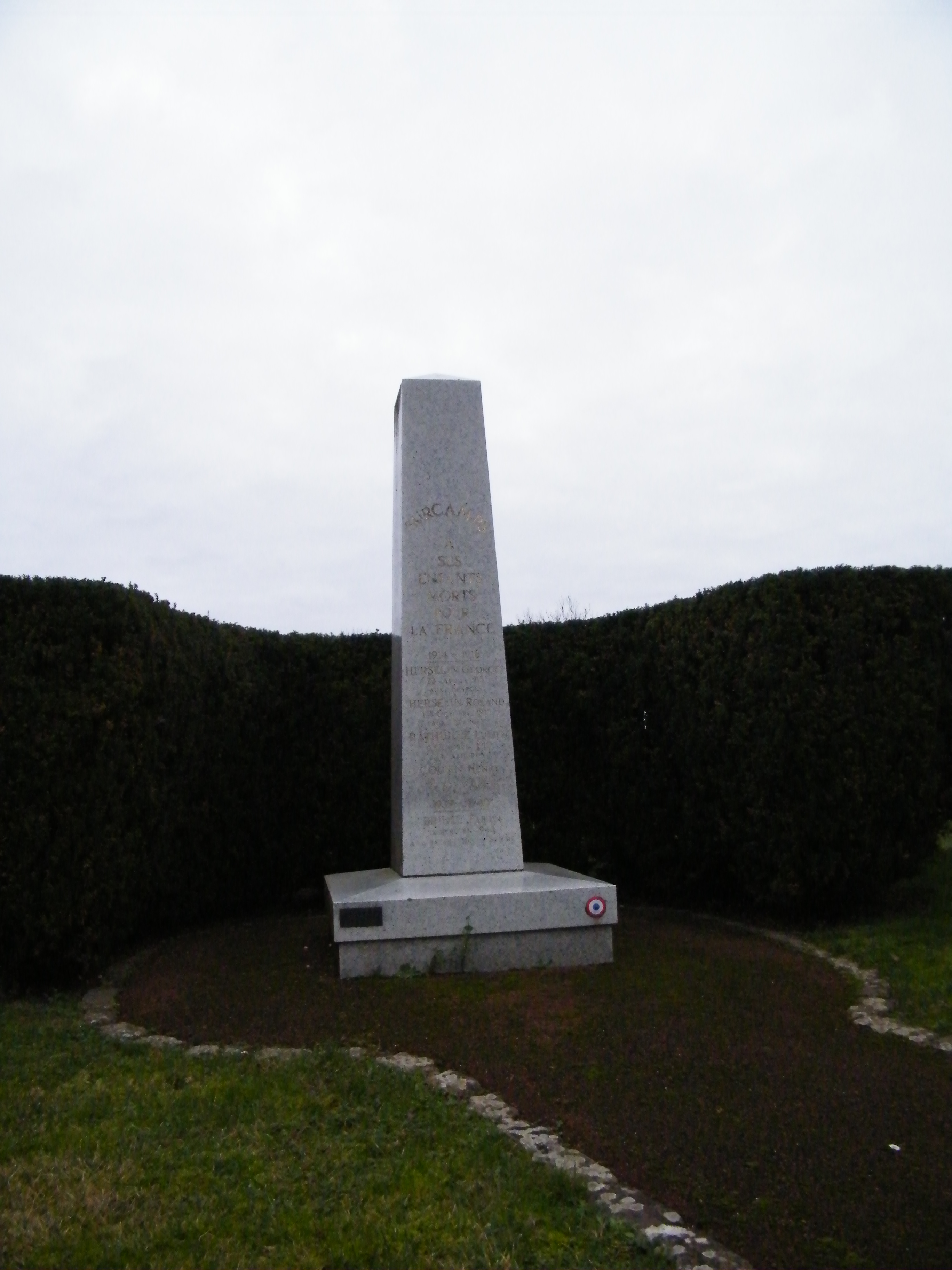
Le monument aux morts.
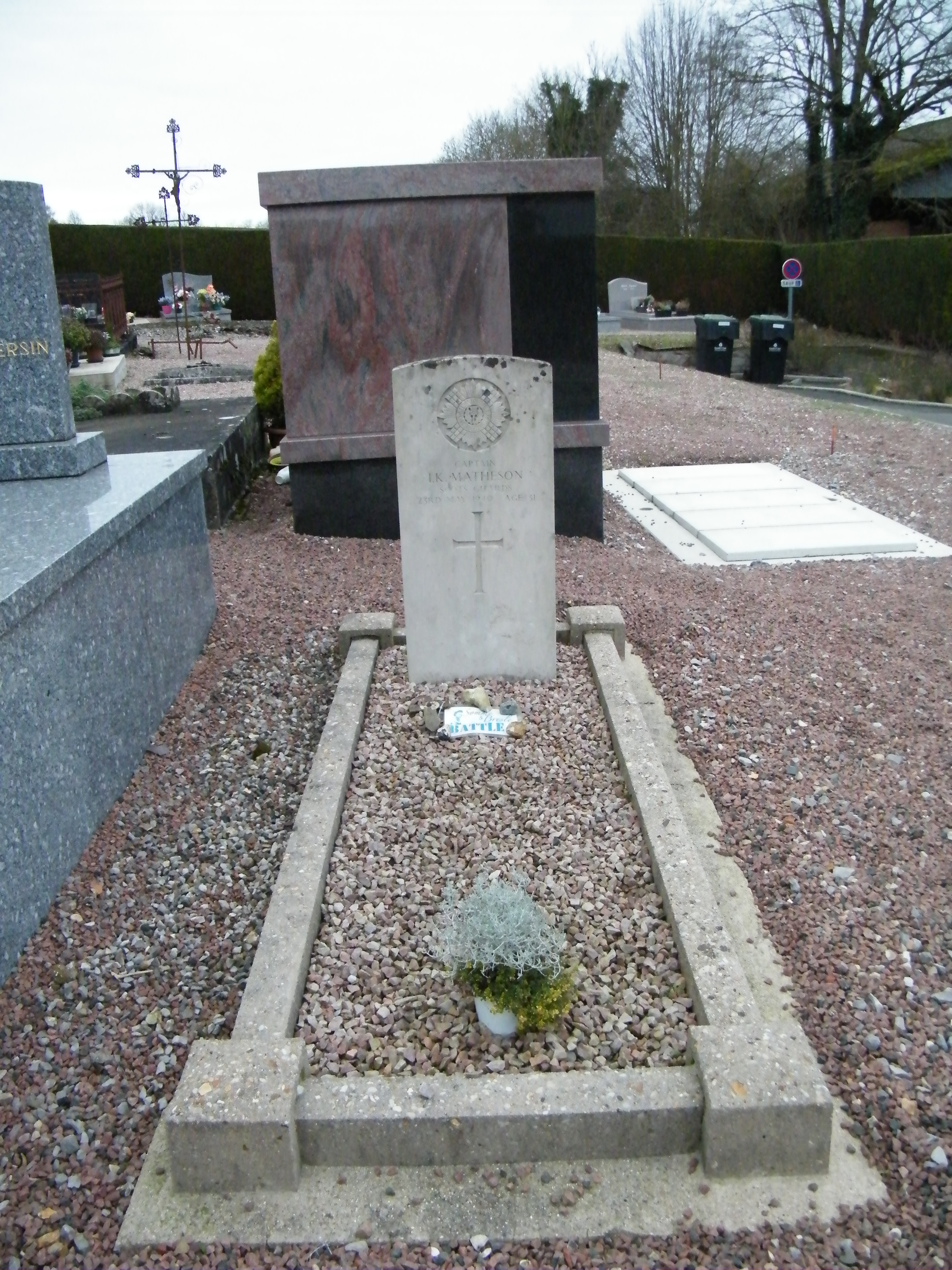
Tombe de soldat allié dans le cimetière.
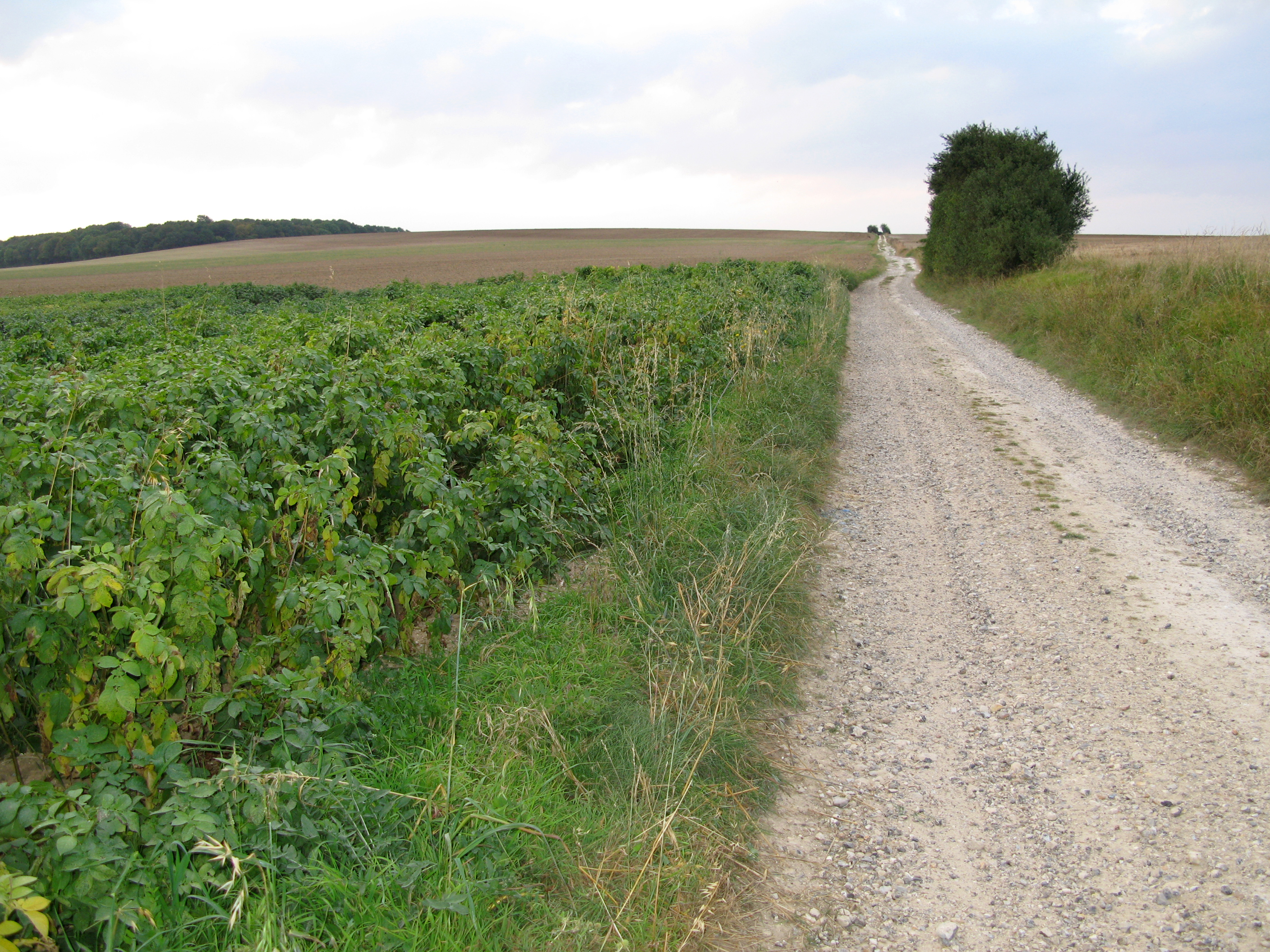
La chaussée Brunehaut, venant de Saint-Ouen, s'éloigne de la vallée de la Nièvre et monte en direction de Surcamps.